# Prawo Saya

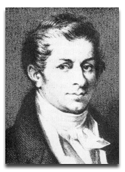
Jean-Baptiste Say (1767–1832)

Prawo Saya – twierdzenie autorstwa francuskiego ekonomisty Jean-Baptiste Saya dotyczące gospodarki rynkowej sformułowane w 1803 r., polegające na tym, że podaż jest czynnikiem tworzącym popyt. Współcześnie istnieje wiele odmiennych interpretacji prawa Saya.

## Produkcja na pierwszym miejscu
Say stworzył prawo nazwane później jego imieniem w 1803 r. Według autora to produkcja jest na pierwszym miejscu. Proces ten może być widoczny w różnicach pomiędzy małymi, biednymi, wiejskimi miasteczkami i bogatszymi obszarami znajdującymi się w okolicy dużych miast. W małych miastach wartość produkcji jest mała, a zatem ich możliwości tworzenia popytu są ograniczone. Dlatego też asortyment, liczba i różnorodność sprzedawców oraz stopień specjalizacji jest niski. Natomiast w bogatszych obszarach podmiejskich jest o wiele szerszy wybór produktów, cechujący się zróżnicowaniem sprzedawców oferujących wyspecjalizowane dobra. Wpływ na to może mieć również fakt, że na takich obszarach jest duża konkurencja, ponieważ rynek jest w stanie utrzymać wielu sprzedawców tego samego dobra.

## Interpretacja ogólna
Prawo Saya zwykle wyraża się twierdzeniem, że podaż kreuje swój własny popyt. U jego podstaw leży założenie, że produkcja pociąga za sobą wynagrodzenie za pracę, kapitał i ziemię. Dodatkowo, Say traktuje każdą pracę jako produkcyjną (w przeciwieństwie do Adama Smitha), stąd każda przynosi dochód jej wykonawcy. Człowiek u Saya dąży do maksymalizacji konsumpcji i zawsze będzie wolał nabyć więcej, niż mniej. Jego dążenie do konsumpcji nigdy nie ustaje. Wszelkie formy oszczędzania nie są oznakami tezauryzacji, a jedynie odroczeniem momentu konsumpcji w czasie i w końcu zostaną spożytkowane.
Say twierdzi, że w całej gospodarce, w świetle powyższych założeń, nie może wystąpić nierównowaga. Wszelkie niedopasowania i drobne kryzysy nadprodukcji możliwe są tylko w pojedynczych sektorach i mają charakter przejściowy, krótkookresowy. W długim okresie jednak zapewnione jest pełne wykorzystanie zasobów.

## Krytyka
Współcześnie część ekonomistów uważa, że prawo Saya źle opisuje rzeczywistość. Według Paula Krugmana prawo Saya to „w najlepszym wypadku bezużyteczna tautologia”.

## Literatura
- Harry Landreth, David C. Colander: Historia myśli ekonomicznej. Warszawa: Wydawnictwo Naukowe PWN, 2008. ISBN 978-83-01-15540-7. Brak numerów stron w książce
- Murray N. Rothbard: America’s Great Depression. The Ludwig von Mises Institute, 2000. ISBN 978-0945466055. Brak numerów stron w książce